# 卡斯蒂略 (巴西)
卡斯蒂略（葡萄牙語：Castilho）是巴西圣保罗州的一个市镇。总面积1062.653平方公里，总人口15331人，人口密度14.4人/平方公里。